# 완주 탄현봉수
완주 탄현봉수(炭峴烽燧)는 대한민국 전북특별자치도 완주군 운주면 금당리에 있는 봉수이다. 2019년 11월 15일 전라북도의 기념물 제139호로 지정되었다.

## 지정 사유
탄현봉수는 인근의 탄현산성, 용계산성, 불명산봉수 등과 함께 삼국시대 축조된 관방유적이다. 봉수는 초축 이후 한 차례 개축되었는데 하단부의 방형 석축이 먼저 축조되고 나중에 원형으로 개축된 것으로 판단된다. 삼국시대 관방체계의 연구를 위한 중요한 유적으로서 역사적·학술적 가치가 뛰어나다.

## 참고 문헌
- 완주 탄현봉수 - 국가유산청 국가유산포털